# Тог-Уаджале
Тог-Уаджале (или просто Уаджале) — город в южной части Сомалиленда на границе с Эфиопией. Тог-Уаджале является основным пограничным пунктом для товаров, ввозимых и вывозимых из Сомалиленда, прежде всего из портового города Бербера, главного порта Сомалиленда.

## Население
В городе Уаджале проживает около 70 450 жителей. Согласно переписи 2007 года, проведенной Центральным статистическим агентством Эфиопии (CSA), в эфиопской части города проживало 14 438 человек.

## География
Уаджале расположен на границе с Эфиопией в юго-западной части Северо-Западной провинции, в 92,8 км к западу от Харгейсы, столицы Сомалиленда.

## История
7 февраля 1964 года возник пограничный конфликт между Сомали и Эфиопией в результате ввода сомалийских войск в Эфиопию и нападения на пограничный пост в Тог-Уаджале. Конфликт закончился 1 апреля 1964 г. после прекращения огня.

## Образование
В округе действуют начальные и средние школы, доступно университетское образование.[5]
Начальные школы
- Число начальных школ – 17

Средние школы
- Число средних школ – 2